# Konvention von Konstantinopel (1888)

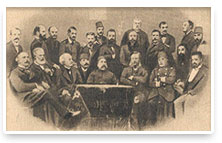
Die Unterzeichner der Konvention von Konstantinopel

Die Konvention von Konstantinopel bezeichnet einen Vertrag, der den völkerrechtlichen Status des Suezkanals bestimmt. Er betrifft die Nutzung des Suezkanals und wurde von neun Staaten im Oktober 1888 unterzeichnet. Es handelte sich um die damaligen Großmächte Frankreich, Deutsches Reich, Österreich-Ungarn, Spanien, Vereinigtes Königreich, Italien, Niederlande, Russisches Reich und Osmanisches Reich. Später traten weitere sieben Staaten hinzu, darunter China und Japan.
Laut Artikel I der Konvention ist die freie Durchfahrt von Handels- und Kriegsschiffen aller Flaggen in Friedens- und Kriegszeiten garantiert. Der Kanal kann zu gleichen Bedingungen benutzt werden. Für Kriegsschiffe kriegführender Staaten gelten bestimmte Einschränkungen, beispielsweise die Durchfahrt ohne Halt und ohne Versorgung.
Der Kanal ist neutralisiert. Kriegsrecht darf in seinem Bereich, seinen Häfen und einer Dreimeilenzone vor den Ausfahrten nicht angewendet werden. Jegliche Kriegshandlungen gegen den Kanal und seine Nebenanlagen sind verboten.
Die Konvention von Konstantinopel gilt bis heute. Sie wird im ägyptischen Gesetz Nr. 30 von 1975 über die Organisation der Suez Canal Authority ausdrücklich als verbindlich bezeichnet. Brisanz erreichte die Konvention insbesondere während der Sueskrise.
Die Idee, den Kanal zu neutralisieren, wurde wohl zuerst von Metternich in den Jahren 1838 und 1841 in Schreiben an Muhammad Ali Pascha aufgebracht und von Lesseps 1856 und nochmals einige Jahre später vorgeschlagen. 1869 befassten sich die französische Regierung und 1870 eine Handelskonferenz in Kairo sowie die britische Admiralität mit der Idee. Auch die Internationale Kommission von 1873 behandelte das Thema. 1877 bekam das Thema durch den Krieg zwischen Russland und dem Osmanischen Reich praktische Bedeutung. Als Großbritannien 1882 Ägypten besetzte, landeten Truppen in Sues und Port Said und unterbrachen den Schiffsverkehr vorübergehend. Formal war dies allerdings durch einen Beschluss des Vizekönigs gedeckt. 1883 schlug Großbritannien eine internationale Vereinbarung über den Kanal vor, ohne weitere Folgen. 1885 kam es auf Betreiben Frankreichs zu einer Konferenz in Kairo, bei der ein Entwurf ausgearbeitet, aber nicht unterzeichnet wurde. 1887 wurde der Entwurf auf einer Konferenz in Konstantinopel weiterverhandelt. Schließlich wurde die Konvention von Konstantinopel am 29. Oktober 1888 unterzeichnet, jedoch mit dem Vorbehalt, dass sie erst nach der britischen Besetzung Ägyptens in Kraft treten würde. Die Konvention hatte ihre erste Bewährungsprobe 1904, als russische Kriegsschiffe im Krieg gegen Japan ungehindert durch den Kanal fahren konnten, obwohl Japan mit Großbritannien verbündet war. Im Zuge der Entente cordiale mit Frankreich vom 8. April 1904 erklärte Großbritannien, die Konvention in Kraft zu setzen.